# Bahnstrecke Kimstad–Norrköping
| Bahnhof Norrköpings Östra |                             |                                            |                                            |
| Spurweite: | 891 mm (schwed. 3-Fuß-Spur) |                                            |                                            |
| Maximale Neigung: | 16,67 ‰                     |                                            |                                            |
| Minimaler Radius: | 270 m                       |                                            |                                            |
| Streckengeschwindigkeit: | 50 km/h                     |                                            |                                            |
| |                             |                                            |                                            |
| \| \| \| Bahnstrecke Finspång–Norsholm von Finspång \| \| \| \| \| Södra stambanan von Norrköping \| \| \| \| 110,8 \| Kimstad[1] \| Kimstad[1] \| \| \| \| \| \| \| \| 114,8 \| Norsholm (früher Bhf.)[2] \| Norsholm (früher Bhf.)[2] \| \| \| \| Götakanal \| \| \| \| \| Östra stambanan nach Linköping C \| \| \| \| \| NVHJ nach Hultsfred \| \| \| \| 116,3 \| Lillie \| Lillie \| \| \| 119,3 \| Klinga \| Klinga \| \| \| 124,5 \| Kneippbaden (später Norrköping Västra) \| Kneippbaden (später Norrköping Västra) \| \| \| \| NSVJ von Valdemarsvik \| \| \| \| \| von Norrköping C \| \| \| \| 129,2 \| Norrköping Östra[3] \| Norrköping Östra[3] \| \| \| \| \| \| \| Quellen: [4] \| \| \| \| |                             |                                            |                                            |
| Strecke |                             | Bahnstrecke Finspång–Norsholm von Finspång | Bahnstrecke Finspång–Norsholm von Finspång |
| Abzweig geradeaus und von links |                             | Södra stambanan von Norrköping             | Södra stambanan von Norrköping             |
| Bahnhof | 110,8                       | Kimstad                                    | Kimstad                                    |
| Strecke von links · Abzweig ehemals geradeaus und nach rechts |                             |                                            |                                            |
| Blockstelle · Bahnhof (Strecke außer Betrieb) | 114,8                       | Norsholm (früher Bhf.)                     | Norsholm (früher Bhf.)                     |
| Brücke über Wasserlauf · Strecke (außer Betrieb) |                             | Götakanal                                  | Götakanal                                  |
| Strecke nach rechts · Strecke (außer Betrieb) |                             | Östra stambanan nach Linköping C           | Östra stambanan nach Linköping C           |
| Abzweig geradeaus und nach links (Strecke außer Betrieb) |                             | NVHJ nach Hultsfred                        | NVHJ nach Hultsfred                        |
| Bahnhof (Strecke außer Betrieb) | 116,3                       | Lillie                                     | Lillie                                     |
| Bahnhof (Strecke außer Betrieb) | 119,3                       | Klinga                                     | Klinga                                     |
| Bahnhof (Strecke außer Betrieb) | 124,5                       | Kneippbaden (später Norrköping Västra)     | Kneippbaden (später Norrköping Västra)     |
| Abzweig geradeaus und von rechts (Strecke außer Betrieb) |                             | NSVJ von Valdemarsvik                      | NSVJ von Valdemarsvik                      |
| Abzweig geradeaus und von rechts (Strecke außer Betrieb) |                             | von Norrköping C                           | von Norrköping C                           |
| Kopfbahnhof Streckenende (Strecke außer Betrieb) | 129,2                       | Norrköping Östra                           | Norrköping Östra                           |
| |                             |                                            |                                            |
| Quellen: |                             |                                            |                                            |

Die Bahnstrecke Kimstad–Norrköping war eine schmalspurige Eisenbahnstrecke zwischen Finspång in Östergötland und Norsholm an der Östra stamban in Schweden. Sie hatte eine Spurweite von 891 mm und wurde von der Norra Östergötlands järnvägsaktiebolag (NÖJ) errichtet.

## Geschichte
Die Norra Östergötlands järnvägsaktiebolag wurde am 30. November 1895 gegründet. Zweck der Gesellschaft war der Erwerb der Pålsboda–Finspång Jernvägsaktiebolag und der Finspång–Norsholms Järnvägsaktiebolag, um deren Strecken zwischen Pålsboda und Finspång sowie Finspång und Norsholm gemeinsam zu betreiben.
Hinter dieser gesamten Entwicklung stand Patron Carl Edvard Ekman. Er war derjenige, der mit starker Unterstützung von Kommunen und Privatpersonen die Pålsboda–Finspångs Järnväg erbaut hatte. Ebenso hatte er hauptsächlich mit eigenen Mitteln die Finspång–Norsholms Järnväg errichtet. Es war sein Vorschlag, die beiden Bahnen zur Norra Östergötlands järnvägsaktiebolag (NÖJ) zu verschmelzen.

## Bau der Strecke
Bereits 1899 wurde mit Kimstad als Ausgangspunkt eine Verlängerung der Strecke nach Norrköping geplant. Ein Kostenvoranschlag wurde aufgestellt, dieser sah Baukosten in Höhe von 423.000 Kronen vor. Damit wurde eine Konzession beantragt.
Finspångs styckebruk hatte bis zum Zusammenschluss einen Anteil an der Strecke zwischen Finspång und Norsholm, der mit in die NÖJ überging. Nun tauchten Gegenvorschläge auf. Die alte geplante Streckenführung nördlich des Sees Glan sollte in Normalspur Finspång mit Fiskeby an der Östra stamban und weiter nach Norrköping verbinden, um dort den Hafen zu erreichen. Dies würde Finspång eine direkte Verbindung zum Hafen bringen, ohne die Güter umzuladen. Dieser Vorschlag wurde von Ekman befürwortet.
Ein weiterer Gegenvorschlag betraf eine Eisenbahn von Finspång über Fiskeby ohne Anschluss an die Staatsbahn. Sie sollte in Kneippbaden auf die Strecke Kimstad–Norrköpings Östra treffen. Für diese Linienführung wurde 1903 von  P. Orre,  J.S. Lindby und G. Falkengren eine Konzession beantragt. Im selben Jahr beantragte unter anderem der Hüttenbesitzer Ax. Ekman die Konzession für eine Strecke Finspång–Butbro–Norrköping.
So gab es gleichzeitig drei Anträge auf Errichtung von Schmalspurbahnen, alle mit dem Endpunkt in Norrköping:
- Finspång–Butbro–Norrköping,
- Maspelösa–Ljusfors–Norrköping,
- Kimstad–Norrköping.

Das Königliche Baubüro entschied sich am 3. Juli 1903 für den Vorschlag Kimstad–Norrköping. Die Konzessionen wurde der NÖJ am 19. Dezember 1903 übertragen. 1905 beantragte die Stadt Norrköping, dass sie die Konzession würde die letzten fünf Kilometer in der Stadt sowie für die 1,5 Kilometer lange Hafenbahn übertragen bekäme. Grund dafür war, dass die Stadtplaner für den Bahnhof Norrköping Östra eine neue Lage vorsahen. Das verzögerte den Bahnbau und so konnte die Strecke vorerst nur bis zum Bahnhof Kneippbaden und weiter bis zu einer provisorischen Endhaltestelle gebaut werden. Auf diesem Abschnitt wurde der Verkehr am 6. Juni 1906 eröffnet.
Zwischen der Stadt Norrköping und der Vikbolandsbanan wurde eine Vereinbarung über die neue Lage des Bahnhofes Norrköping Östra getroffen. Nach jahrelangem Rechtsstreit wurde festgelegt, wie die NÖJ an die neue Station angeschlossen werden sollte. Für die NÖJ bedeutete es eine um 600 Meter verlängerte Streckenführung. Nach Abschluss dieser anhängigen Klage wurde die Strecke zwischen der provisorischen Station (etwa 1,3 Kilometer entfernt von Norrköping Östra) bis zum Bahnhof Norrköping Östra am 2. August 1910 in Betrieb genommen.
Die weitere Streckengeschichte ist unter Bahnstrecke Örebro–Norrköping zu finden.